# Sasauli
Sasauli is een census town in het district Yamuna Nagar van de Indiase staat Haryana. 

## Demografie
Volgens de Indiase volkstelling van 2001 wonen er 15753 mensen in Sasauli, waarvan 54% mannelijk en 46% vrouwelijk is. De plaats heeft een alfabetiseringsgraad van 78%. 